# Corrosion

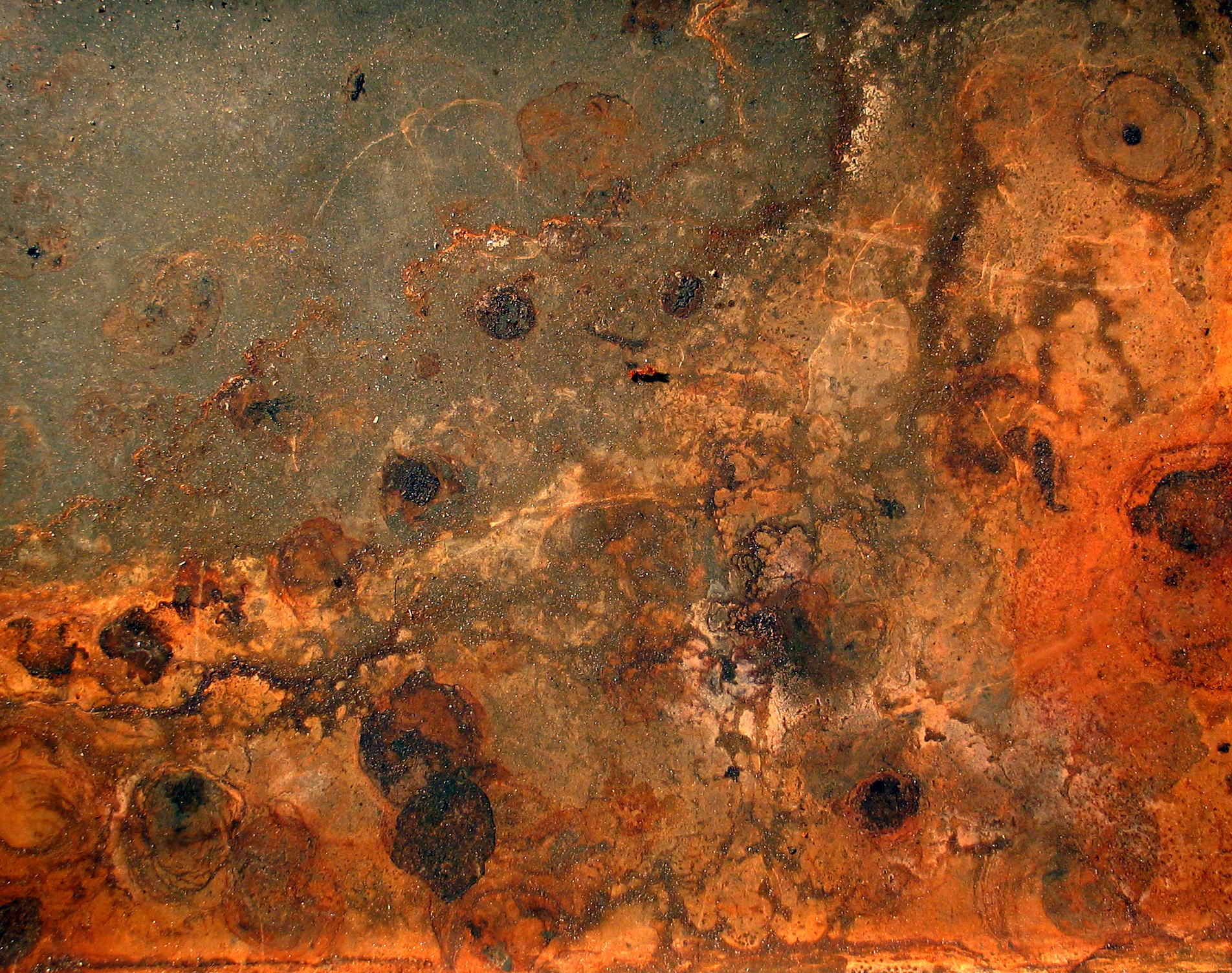
La rouille ; exemple le plus familier de corrosion.

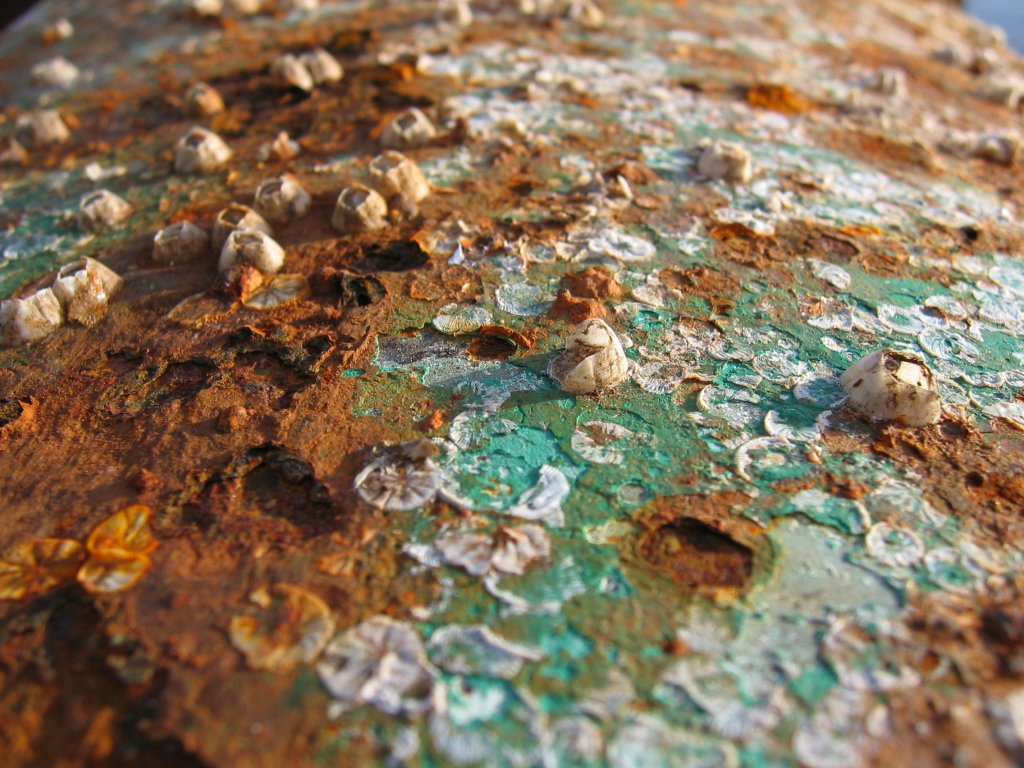
Les antifoulings ne limitent que temporairement la corrosion des coques de bateaux.

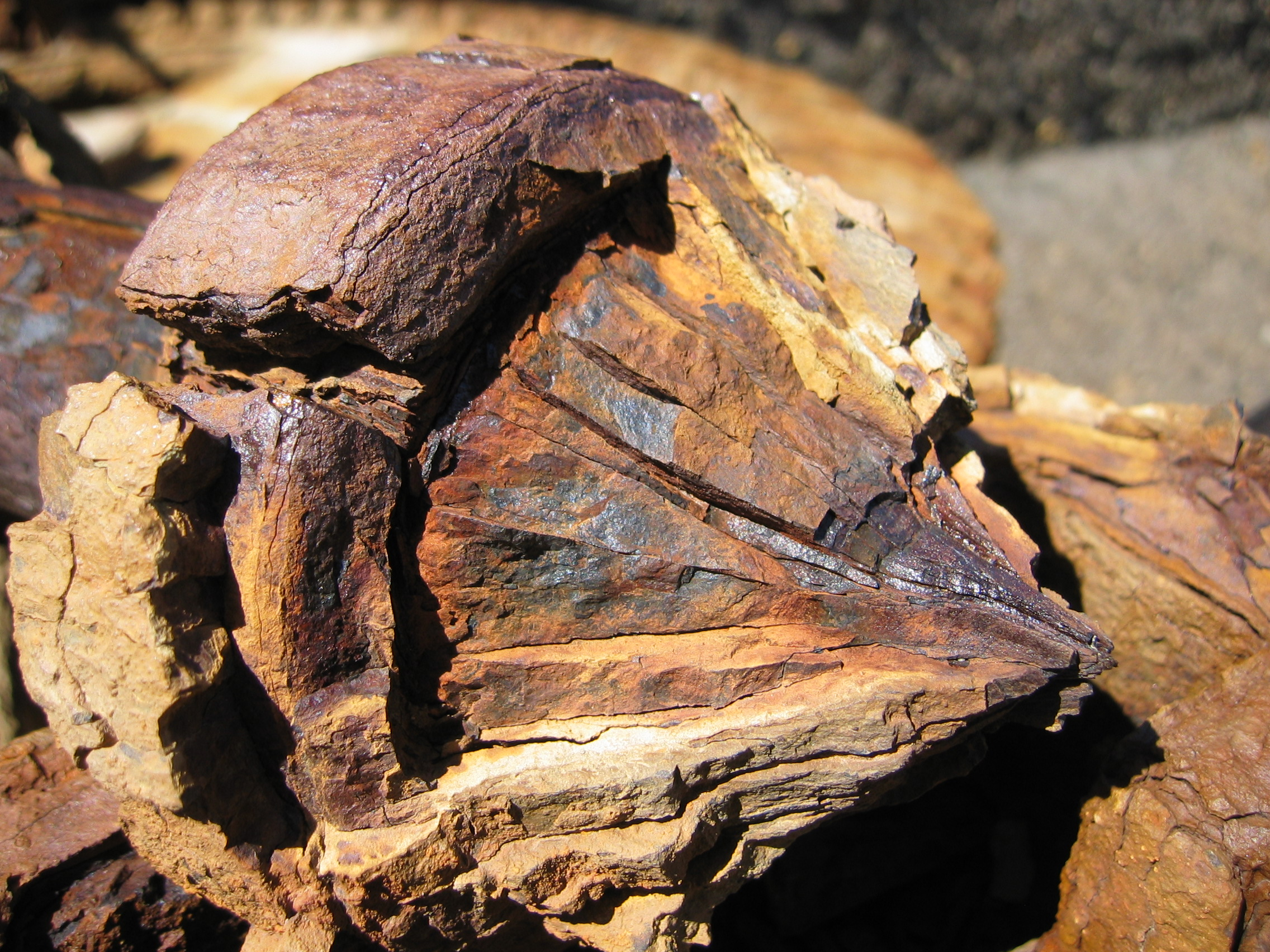
Machine de mine abandonnée dans une mine. La corrosion de l'acier peut être exacerbée par un air humide, ou ici acidifé par des vapeurs d'origine volcanique.

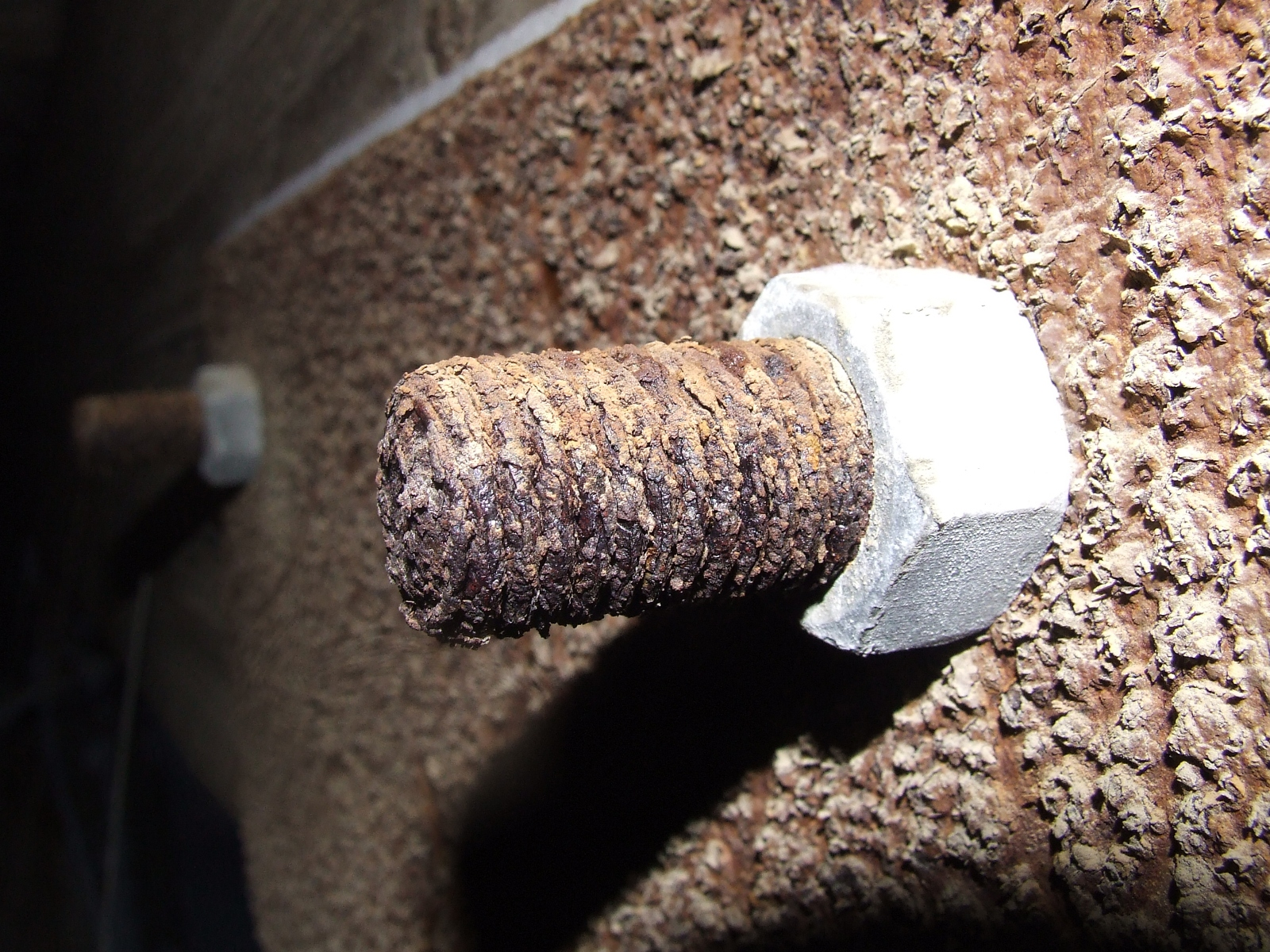
Corrosion différentiée sur deux métaux plus et moins oxydables.

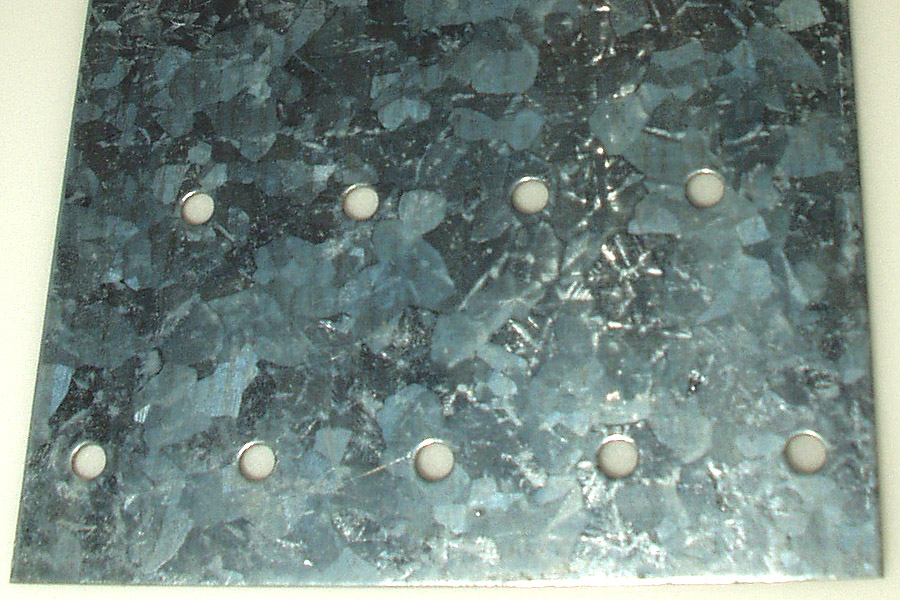
La galvanisation est un des moyens de protéger certains métaux de l'oxydation.

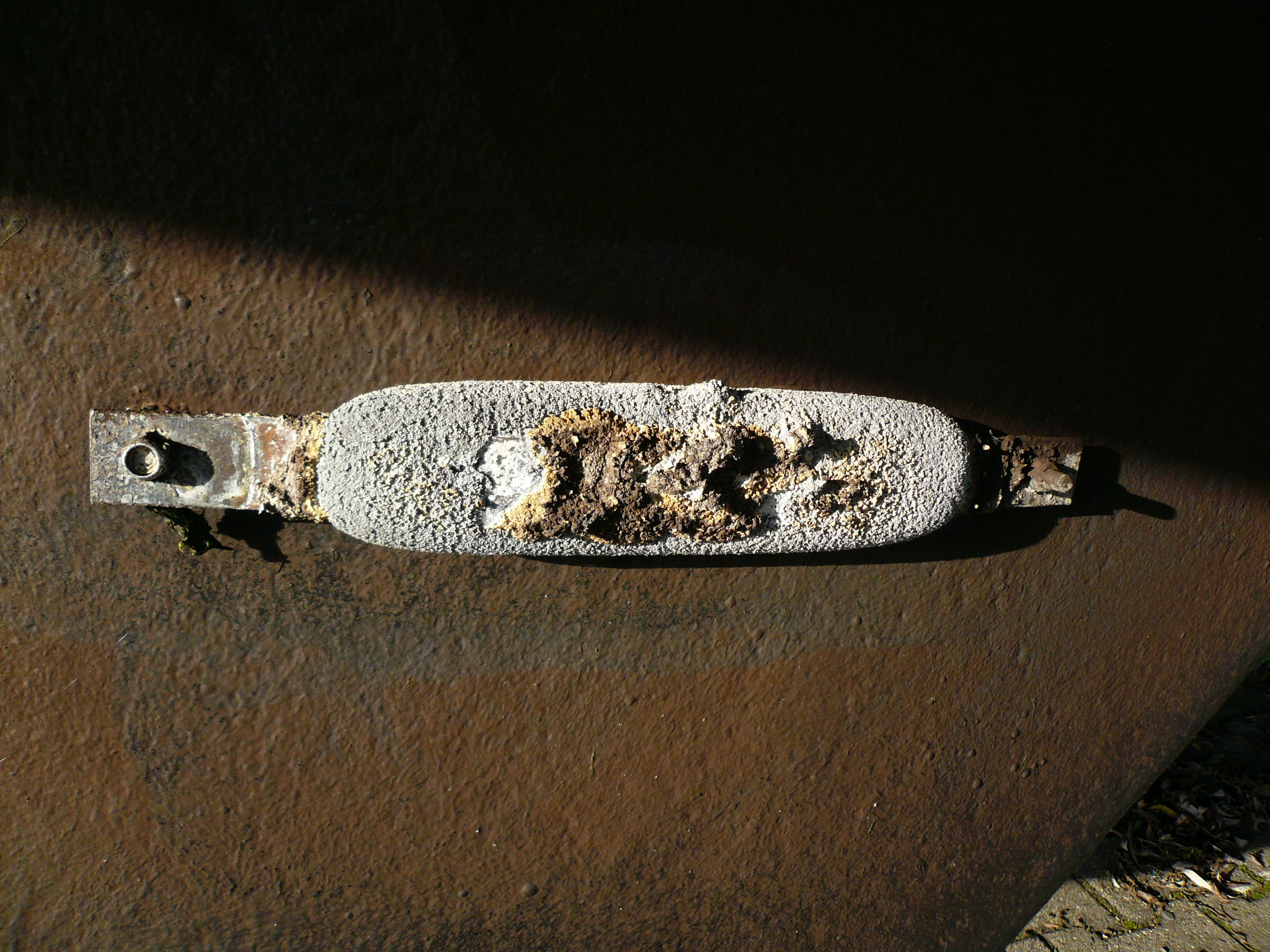
Anode de zinc sacrifiée, protégeant une coque de navire de la corrosion électrochimique.

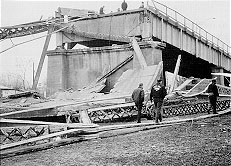
Effondrement du Silver Bridge (ici vu du côté de l'Ohio) à la suite de la corrosion des poutrelles métalliques.

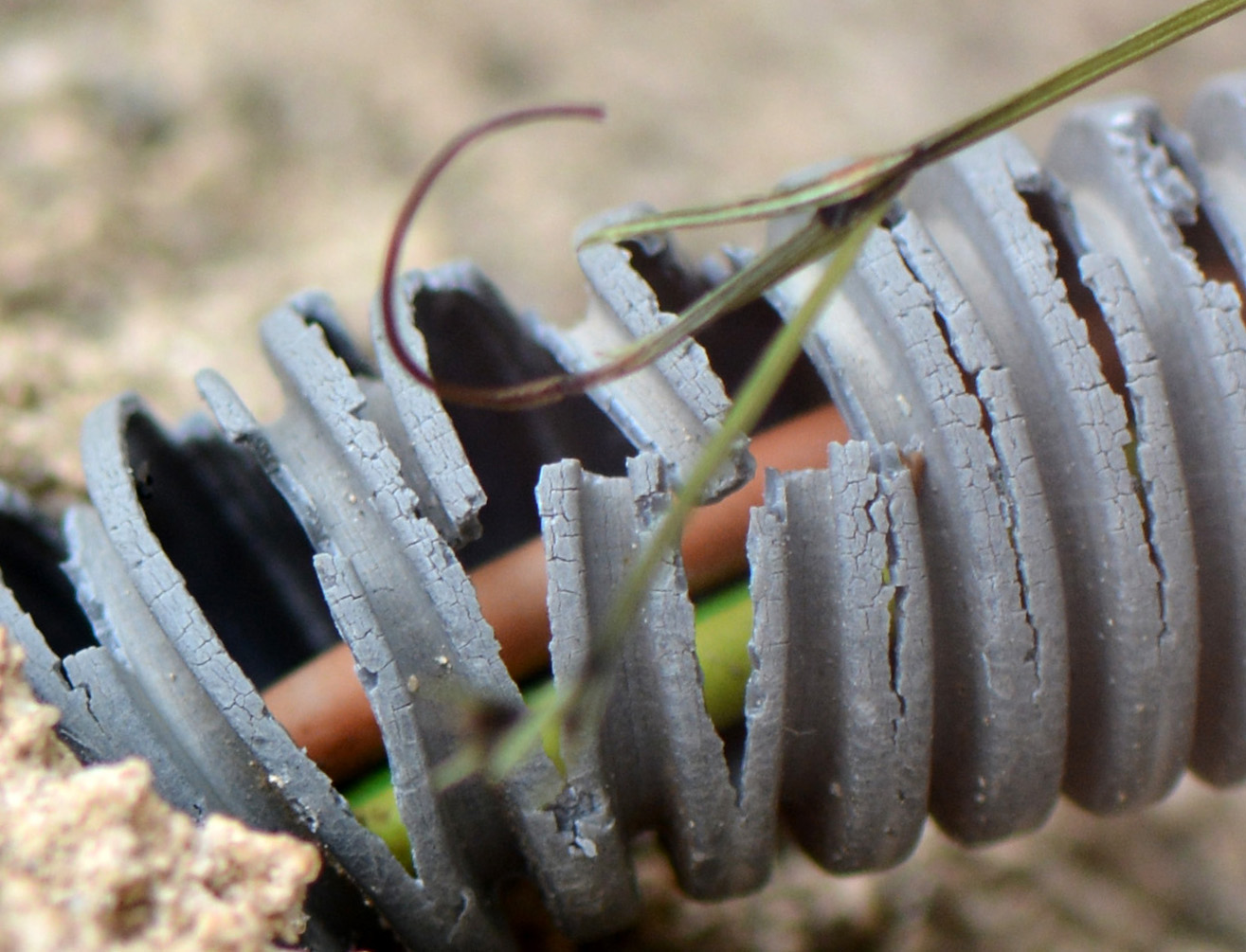
Dans certaines conditions, le plastique (ici gaine électrique en PVC exposée aux intempéries et UV solaires en altitude) peut également se dégrader.

La corrosion est l'altération d'un matériau par réaction chimique avec un oxydant (le dioxygène et le cation H+ en majorité). Il faut en exclure les effets purement mécaniques, telle la rupture sous l'effet de chocs, mais la corrosion peut se combiner avec les effets mécaniques et donner de la corrosion sous contrainte et de la fatigue-corrosion ; de même, elle intervient dans certaines formes d'usure des surfaces dont les causes sont à la fois physicochimiques et mécaniques.
Les exemples les plus connus sont l'oxydation des métaux à l'air ou dans l'eau : rouille du fer et de l'acier, formation de vert-de-gris sur le cuivre et ses alliages (bronze, laiton). Cependant, la corrosion touche plus largement toutes sortes de matériaux (métaux, céramiques, polymères) dans des environnements variables (milieu aqueux, atmosphère, hautes températures).
L'étude fondamentale des phénomènes de corrosion des métaux relève essentiellement de l'électrochimie. L'étude appliquée des phénomènes de corrosion est un domaine de la science des matériaux, qui comporte à la fois des notions de chimie et de physique (physicochimie) et parfois de biologie.
La corrosion est un problème industriel important : le coût de la corrosion, qui recouvre l'ensemble des moyens de lutte contre la corrosion, le remplacement des pièces ou ouvrages corrodés et les conséquences directes et indirectes des accidents dus à la corrosion, est estimé à 3,4 % du produit brut mondial en 2013. Chaque seconde, ce sont quelque cinq tonnes d'acier qui sont ainsi transformées en oxydes de fer.

## Enjeux liés au phénomène de corrosion
Ce sont surtout des enjeux liés à la sécurité des biens : solidité et durabilité des véhicules, des infrastructures et habitations, etc., mais aussi des personnes, sans oublier la sécurité sanitaire (les produits de corrosion des contenants sont une source potentielle de contamination d'aliments en conserve, et de risque critique par exemple le domaine de la sûreté nucléaire ou de la sécurité maritime). Deux cas particuliers, opposés, sont ceux de l'obsolescence programmée et celui des contenants de déchets nucléaires ou militaires (armes chimiques, munitions immergées, armes biologiques, etc.), dans le cas du domaine nucléaire parfois à très long terme.
Parfois, on va inversement chercher à produire des matériaux composés de produits non toxiques et volontairement très corrodables pour faciliter leur dégradabilité ou biodégradabilité dans l'environnement.
En France, le Centre français de l'anticorrosion (CEFRACOR) rassemble les organismes et les personnes concernés par le comportement des matériaux dans leur environnement.
Il existe aux États-Unis une association d'ingénieurs (NACE) spécialisée dans les questions de corrosion, qui produit des recommandations standardisées pour le niveau international,.

## Importance de l'environnement
Dans la nature, outre quelques milieux très localisés liés au volcanisme ou à d'autres émissions naturelles acides, c'est surtout l’environnent marin qui est réputé être le plus corrosif. Les conditions marines posent des problèmes pour la construction navale et portuaire, les plates-formes offshore et hydroliennes, les pipelines sous-marins, le refroidissement d'installations, qu'elles soient nucléaires, électriques ou chimiques, les usines de dessalement, de matériel de télécommunications sous-marines, l'habitat littoral, etc..
Sur terre, la corrosion intervient plus particulièrement dans les milieux naturellement acides, chauds et humides : forêts humides et autres sols naturellement acides (jungle tropicale…), milieux exposés aux retombées acides qui sont liés à la combustion de charbon ou d'autres carburants non désoufrés (produits pétroliers, gaz naturel).
Les micro-organismes responsables des biofilms, l'existence de courants électriques dans l'eau (près des chantiers navals ou d'autres utilisations de postes à souder électriques…), la température, l'acidité et la salinité de l'eau sont aussi des facteurs qui entrent en jeu.
Le dérèglement climatique va localement aggraver certains phénomènes de corrosion, par augmentation de l’humidité (une troposphère plus chaude fait que l'atmosphère retient et transporte beaucoup plus de vapeur d’eau), et en raison de l'acidification de certains milieux. L'augmentation des précipitations, puis les introgressions salines liées à la montée de la mer font que la corrosion augmentera probablement le plus dans les régions souvent inondées et dans les zones côtières où l’air est salin. Les variations de température influent sur les cycles de condensation/évaporation qui peuvent exacerber certains types de corrosion ; et un contexte plus chaud et plus humide favorise aussi les biofilms sources de biodétérioration ; enfin, la corrosion induite par les chlorures (qui associés à l'acide carbonique issu du CO2, est une cause majeure de corrosion des armatures du béton armé). Les matériaux exposés à des conditions climatiques extrêmes (températures élevées, chocs thermiques), et à une humidité relative variable, peuvent subir une corrosion accélérée : par exemple pour le ferraillage des bétons armés, « la corrosion entraîne une réduction de la section transversale, le changement climatique produit des changements de température et d’humidité, et la fatigue induit la « nucléation » et la propagation des fissures dans les barres d’armature. Considérées dans leur ensemble, la corrosion par piqûres nuclée les fissures tandis que les facteurs environnementaux affectent la cinématique de l’entrée des chlorures et de la propagation de la corrosion ». Ces phénomènes augmenteront, au détriment de la sécurité et de la durabilité de certaines infrastructures et de certains matériaux (béton armé notamment),,.

## Corrosion des métaux

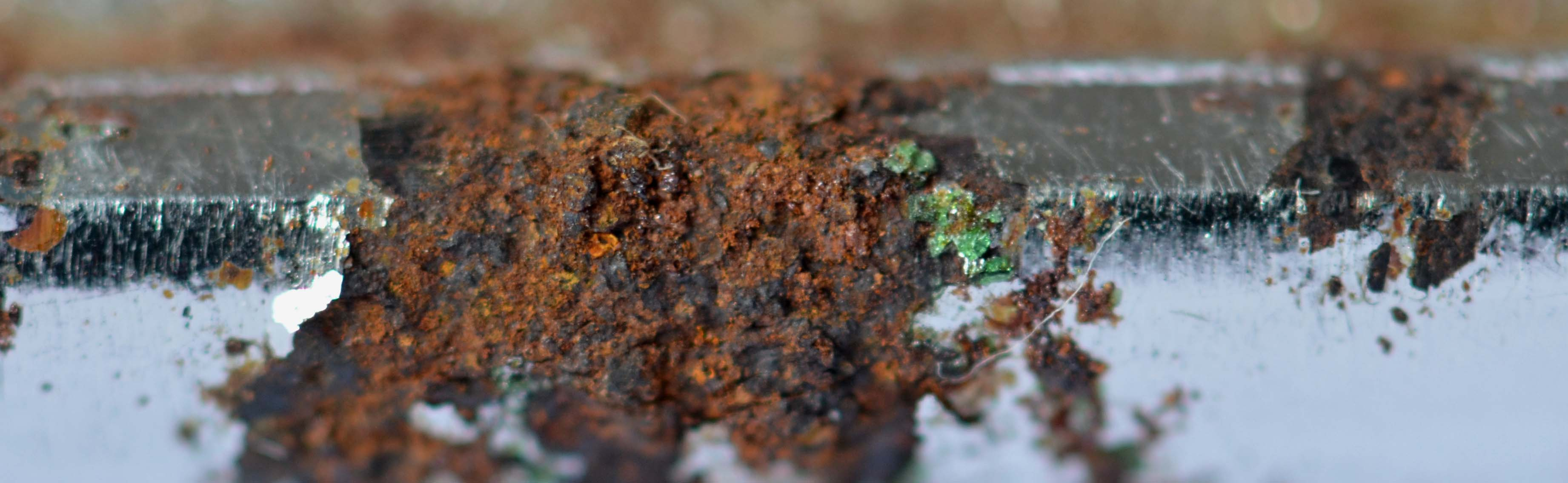
Exemple de corrosion d'un outil (manche de clé à molette) chromé utilisé plusieurs années en mer sur un bateau.

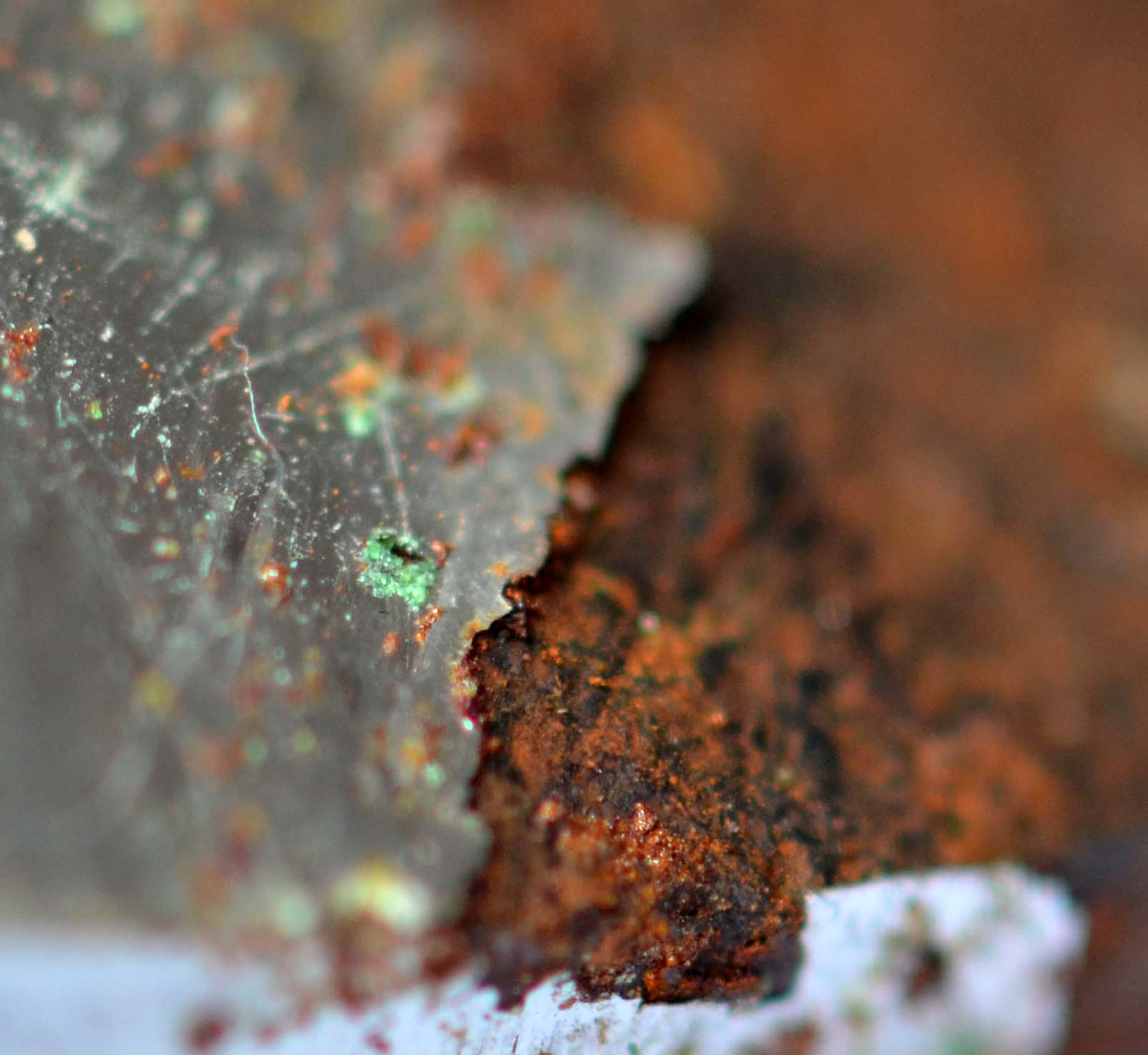
Décollement d'une couche de chromage sous l'effet de la corrosion (même outil que ci-dessus).

La corrosion des métaux est un phénomène naturel et courant. Il n'existe que quelques métaux stables à l'état natif dans le milieu naturel terrestre, qui est un milieu généralement très oxydant :
- l'or et plus généralement tous les métaux nobles : platine, or, iridium, osmium, ruthénium, rhodium, palladium et argent ; ceci est dû à leur potentiel standard d'oxydoréduction positif ;
- le cuivre, l'argent, le fer de provenance météoritique.

Mais dans l'écrasante majorité des cas, le métal est présent sur Terre sous forme d'oxyde, donc dans les minerais : bauxite pour l'aluminium, hématite pour le fer, rutile pour le titane, etc. Depuis la préhistoire, le travail de métallurgie a consisté à réduire ces oxydes dans des bas-fourneaux puis des hauts-fourneaux, pour fabriquer le métal. La corrosion n'est qu'un retour à l'état « naturel » d'oxyde pour ces métaux façonnés par l'intervention humaine.
La corrosion des métaux est dans la grande majorité des cas une réaction électrochimique (une oxydoréduction), faisant intervenir la pièce manufacturée et l'environnement comme réactifs. Exemples de corrosion de contact :

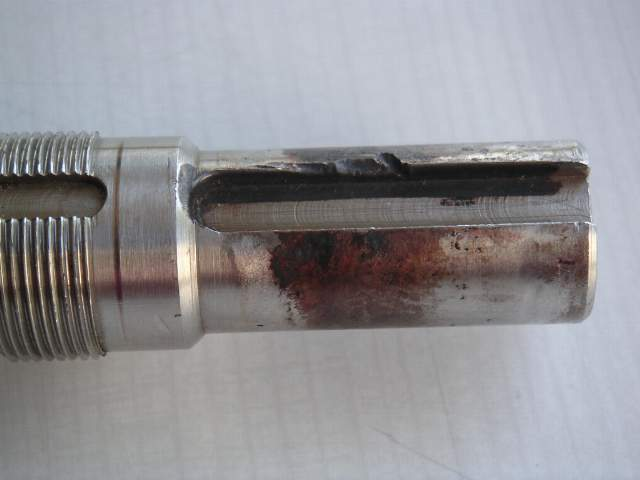
Corrosion de contact sur un bout d'arbre.
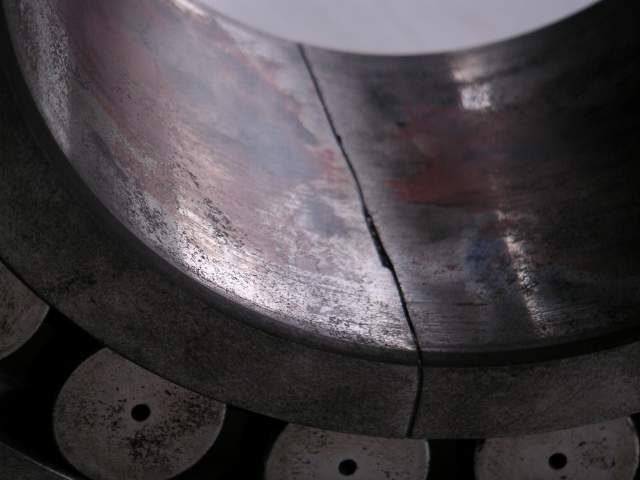
Corrosion de contact à la suite d'une rupture de bague.
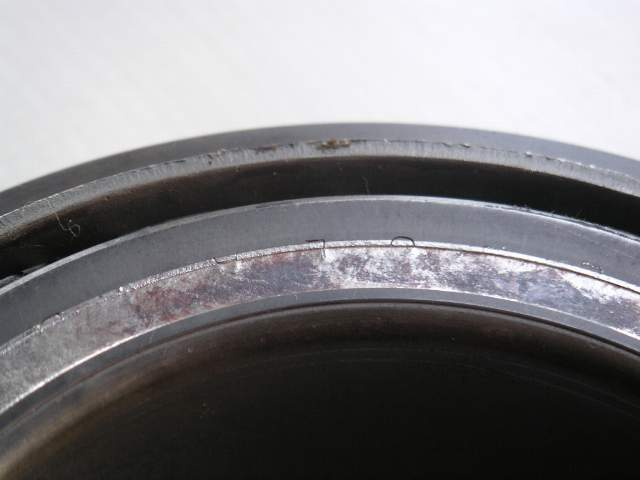
Corrosion de contact sur une bague de roulement.
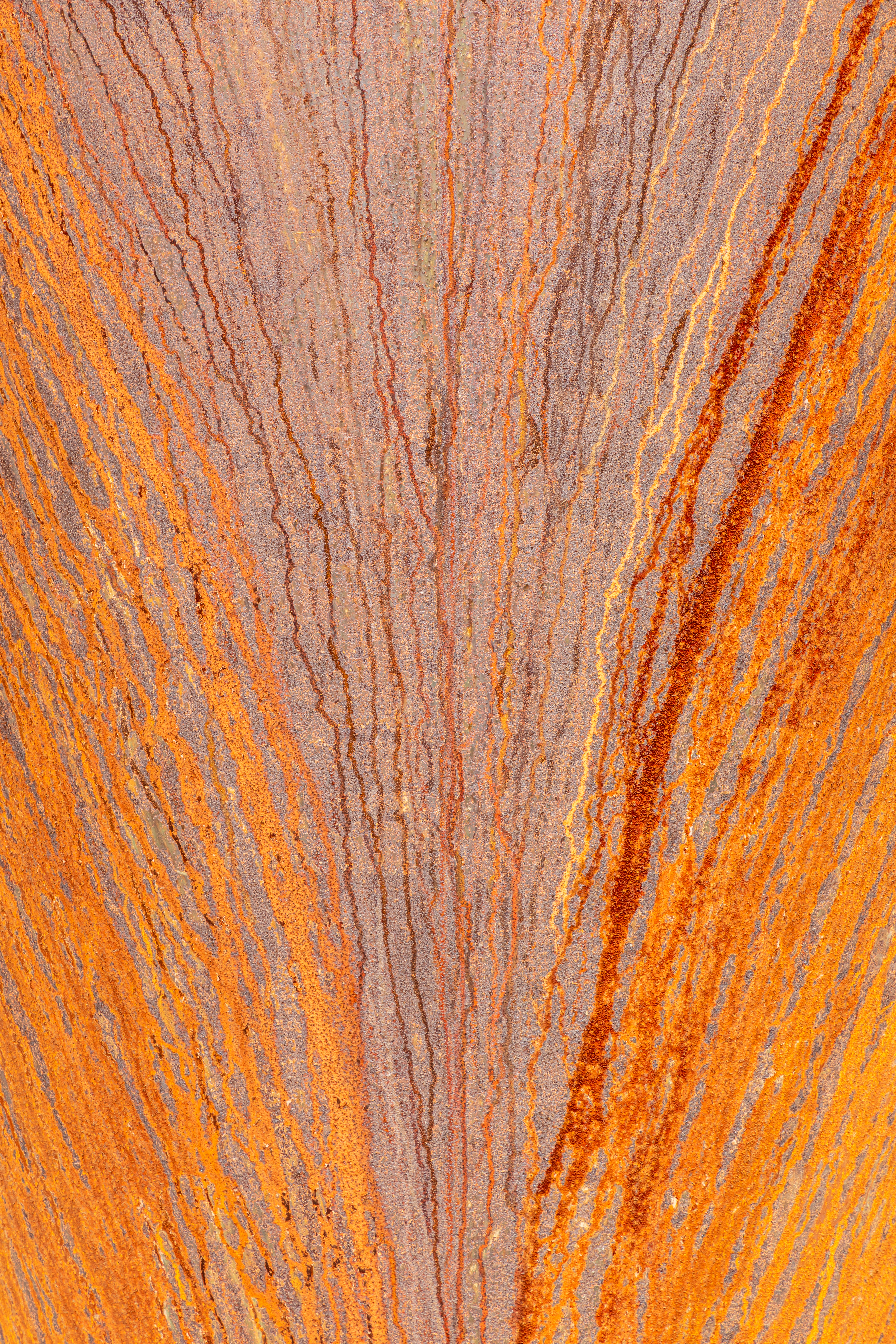
Un tuyau rouillé.

Il faut prendre en compte dans le phénomène de corrosion :
- le matériau, avec :
  - sa composition chimique,
  - sa microstructure (taille de cristallites, précipités), et donc les traitements thermomécaniques,
  - traitements de surface ;
- l'environnement, avec :
  - sa composition chimique,
  - sa pression,
  - sa température.

L'ensemble de ces paramètres conditionnent le type et la vitesse de corrosion.
Le mécanisme de propagation de la corrosion peut être intergranulaire, transgranulaire ou sélectif. Pour la corrosion intergranulaire, celle-ci a lieu au niveau des joints de grains alors que le reste de la matrice n’est pas attaquée. La corrosion transgranulaire voit sa naissance également dans les joints de grains mais se propage perpendiculairement à celui-ci. Dans le cas de la corrosion sélective, il y a dissolution sélective d’un des éléments de l’alliage ou de l’une des phases.
Dans les installations industrielles, on définit ainsi des zones de risque de corrosion appelées boucles de corrosion. La forme de la pièce corrodable et les traitements subis (mise en forme, trempe, soudure, perçage, vissage) jouent un rôle primordial. Ainsi, un assemblage de deux métaux différents (par exemple, deux nuances d'acier, ou le même acier traité différemment) peut créer une corrosion accélérée ; on voit d'ailleurs souvent des traces de rouille localisées au niveau des écrous. Si la pièce présente des défauts (« criques thermiques » par exemple) ou un interstice (par exemple, entre deux plaques), cela pourra former un milieu confiné qui évoluera différemment du reste de la pièce, pouvant aboutir à une accélération de la corrosion locale. Toute hétérogénéité peut conduire à une corrosion locale accélérée, par exemple au niveau de cordons de soudure. L'hétérogénéité de l'environnement auquel est soumis une pièce métallique de composition régulière peut aussi susciter une corrosion dite « Corrosion par pile de concentration » ; de même, pour une pièce métallique localisée dans une solution de composition identique, mais connaissant une agitation non uniforme. Une plaque métallique partiellement immergée subira une corrosion localisée dite « à la ligne d'eau », etc.

## Dans le corps humain

Symbole du système général harmonisé de classification et d'étiquetage des produits chimiques indiquant un produit chimique corrosif.

Des phénomènes de corrosion peuvent sérieusement nuire à la bonne santé, soit par allergie et/ou pénétration transcutanée de métaux toxiques (à partir de bijoux portés sur la peau par exemple), soit par corrosion (galvanique notamment) de prothèses interne ou présente dans la bouche (prothèses orthodontiques). Les plombages dentaires (contenant du mercure) ou certaines prothèses orthodontiques peuvent subir des phénomènes galvaniques et de modification de redox aboutissant à la libération de petites quantités de métaux, ou simplement se dégrader.

## Approches pour la protection contre la corrosion
La corrosion est un phénomène chimique qui dépend du matériau utilisé, de la conception de la pièce (forme, traitement, assemblage) et de l'environnement. Une action sur un ou plusieurs de ces paramètres permet de ralentir voire contrôler (dans certains contextes) le phénomène. Le processus de corrosion peut également être ralenti en agissant sur la réaction chimique en elle-même.
On parle d’immunité lorsque le métal est stable en présence du milieu corrodant.

### Exemples de réaction chimique de corrosion
Corrosion des canalisations métalliques d'eau potable par le dichlore gazeux :
{\displaystyle {\rm {Fe(s)+Cl_{2}(g)\longrightarrow Fe^{2+}(aq)+2\ Cl^{-}(aq)}}}.
Le dichlore gazeux, servant initialement à détruire les micro-organismes, a un effet secondaire néfaste sur la structure. À ne pas confondre avec l'effet des ions chlorure de l'eau de mer sur la vitesse de corrosion (cf. article Passivation).
L’atmosphère contient des acides tels que l'acide nitrique (HNO3) et l'acide sulfurique (H2SO4), résidus de combustion, qui attaquent les métaux :
{\displaystyle {\rm {Fe(s)+2\ H^{+}(aq)\longrightarrow Fe^{2+}(aq)+H_{2}(g)}}}.
Ces phénomènes sont à la base de la corrosion atmosphérique, qui n'a d'ailleurs pas lieu en absence d'humidité dans l'air.
L’oxygène de l’air, en présence d’eau, oxyde le fer et peut former divers oxydes. Selon les conditions chimiques, il forme divers oxydes ou hydroxydes qui peuvent être soit non protecteurs, soit modérément protecteurs. Par exemple, Fe(OH)3, nH2O (la rouille), un hydroxyde poreux qui ne protège pas le fer attaqué. Mais en milieu réducteur (peu ou pas d'oxygène), neutre ou modérément basique (pH), c'est l'eau qui oxyde le fer ; la magnétite Fe3O4 peut se former, qui est modérément protectrice.
L’acier inoxydable, communément désigné par « acier inox », contient du chrome (au minimum 12 % du poids) : les oxydes qui se forment en surface de l’alliage (avec une forte proportion d'oxyde de chrome, de type Cr2O3) gênent la progression de l’oxygène ou le transfert d'électrons nécessaire à l'oxydation. On parle alors de passivation. Le terme indique un net ralentissement de la vitesse de corrosion par rapport à la cinétique de corrosion attendue initialement. Toutefois, la corrosion n'est pas annulée ; elle est simplement fortement ralentie, de quelques ordres de grandeur. L'effet protecteur du chrome croit en général avec sa teneur. Un minimum de 12 % est nécessaire pour cette raison, mais les aciers destinés à des environnements agressifs, par exemple en présence de chlorures ou vers les milieux acides, ont des teneurs plus élevées, jusqu'à 25 % par exemple. L'ajout de molybdène a aussi un effet passivant très élevé, plus même que celui du chrome (1 % Mo ~ 2,5 % Cr).

### Choix du matériau
La première idée pour contrer la corrosion est simplement de choisir un matériau qui ne se corrode pas, ou très peu, dans l'environnement considéré. On peut utiliser des aciers « inoxydables », des alliages d'aluminium, des céramiques, des matières plastiques, des matériaux composites, etc. Le choix doit aussi prendre en compte les contraintes de l'application (masse de la pièce, résistance à la déformation, à la chaleur, capacité à conduire l'électricité, etc.). Dans l'absolu, il n'existe pas de matériau réellement inoxydable.
Le terme d'« acier inoxydable » est à ce titre impropre pour deux raisons : d'une part, ce type d'acier contient des éléments d'alliage (chrome, nickel) qui s'oxydent : c'est précisément cette couche d'oxydes qui protège l'acier ; d'autre part, cet acier n'est protégé que pour certains types d'environnement, et sera rapidement corrodé dans d'autres environnements.
Il existe de multiples nuances d'aciers dits « inoxydables », dont les plus courants dans l'industrie sont appelés :
- désignation américaine (AISI) « 304 », désignation européenne (EN) « X5CrNi18-10 (1.4301) » (ancienne désignation AFNOR « Z6CN18-10 ») : contient environ 0,06 % de carbone, 18 % de chrome, 10 % de nickel ;
- AISI « 304L » (L pour low carbon), EN « X2CrNi18-9 (1.4306) » (AFNOR « Z3CN18-10 ») : alliage identique mais contenant moins de carbone, ce qui le rend plus facilement soudable ;
- AISI « 316 » et « 316L », resp. EN « X5CrNiMo17-12-2 (1.4401) » et « X2CrNiMo17-12-2 (1.4404) » (AFNOR « Z6CND17-12 » et « Z3CND17-12 ») : contient du molybdène qui rend possible son utilisation en milieu chloruré (par exemple eau de mer) ;
- AISI « 420 », EN « X20Cr13 (1.4021) » : acier martensitique, à haute limite d'élasticité (haute dureté) ;
- AISI « 430 », EN « X6Cr17 (1.4016) » : acier inoxydable ferritique (moins cher).

Selon les applications, et en particulier la masse acceptable de la pièce, le milieu physicochimique, le procédé de mise en œuvre (fonderie, mécanosoudé, etc.), la résistance mécanique attendue, etc., on peut aussi utiliser des alliages d'aluminium, de cuivre (laiton, bronze, cupronickel, etc.), de nickel (Inconels), des matières plastiques, etc.
Chaque matériau correspond donc à certains types d'environnements : son utilisation dans d'autres environnements peut se révéler catastrophique.

### Conception de la pièce
Dans la conception même de la pièce, il faut s'attacher à éviter les zones de confinement, les contacts entre matériaux différents, et plus généralement, les hétérogénéités. Il faut aussi prévoir l'importance de la corrosion (impact sur la solidité…) et le temps au bout duquel il faudra changer la pièce (maintenance préventive), ou bien prévoir des contrôles réguliers (contrôle non destructif, maintenance conditionnelle).

### Maîtrise de l'environnement
Dans un environnement fermé (par exemple, un circuit d'eau fermé), il devient possible de maîtriser nombre de paramètres ayant une influence sur la corrosion : composition chimique (notamment acidité et dureté de l'eau), température, caractère plus ou moins abrasif et vitesse ou pression du fluide transporté, etc. Il existe également des produits dits « inhibiteurs de corrosion » pour ces contextes. Ce type d'approche est de fait inapplicable en milieu ouvert (atmosphère, mer, bassin en contact avec le milieu naturel, circuit ouvert).

### Empêcher la réaction chimique
Il existe deux moyens d'empêcher la réaction chimique d'avoir lieu.

#### Isoler la pièce de l'environnement
On peut tenter d'isoler la pièce de l'environnement par une barrière : couche de peinture, de matière plastique, etc., ou par un traitement de surface : nitruration, chromatation, projection plasma.

#### Changer le potentiel électrochimique
La corrosion étant essentiellement un phénomène d'oxydoréduction, on peut jouer sur le potentiel électrochimique de surface. Pour simplifier, lors de l'oxydation, une espèce chimique de l'environnement prend des électrons au matériau. Si l'on fournit des électrons par un autre moyen (par un générateur électrique, ou bien par une autre réaction chimique), on empêche le matériau de perdre ses propres électrons. C'est le principe de la protection cathodique.
Il est ainsi possible d'introduire une autre pièce pour ralentir ou empêcher la réaction. Un premier moyen de la réaliser est d'utiliser une « anode sacrificielle ». Cette nouvelle pièce, souvent en zinc ou magnésium, abaisse en effet le potentiel électrochimique de la pièce protégée en dessous du potentiel où il peut s'oxyder, et va se corroder à la place de la pièce à protéger. En milieu aqueux, il suffit de visser ou de mettre en contact l'anode sacrificielle sur la pièce à protéger.
Si la pièce est de grande dimension, il faut cependant tenir compte d'une déperdition de protection liée à la chute ohmique. Celle-ci est provoquée par la résistance au passage du courant dans le milieu environnant, et elle augmente avec la distance du point de la pièce protégée au contact avec l'anode sacrificielle. Au-delà d'une certaine distance, qui dépend de la conductivité du milieu, la pièce n'est plus protégée. Il faut donc positionner les anodes à distance régulière de manière que tout point se situe en dessous du potentiel où le métal peut se corroder. C'est ce qui est réalisé sur les grandes structures, par exemple les plates-formes pétrolières offshore. Ces anodes sacrificielles se consomment et ont une durée de vie limitée, et nécessitent par conséquent un remplacement périodique.
À l'air libre, il faut entièrement recouvrir la pièce de zinc (principe de la galvanisation), qui agit non seulement en surface de la pièce mais aussi de l'intérieur, grâce à un alliage fer-zinc puissant. On peut aussi mettre des particules métalliques dans la peinture, ce qui associe barrière physique et protection cathodique. Les peintures anti-corrosion au plomb (minium) ont été abandonnées en raison de leur effet sur l'environnement et la santé.
Un deuxième moyen de réaliser la protection cathodique est d'abaisser le potentiel du métal avec une source électrique externe, en imposant un potentiel ou un courant entre la pièce et une anode externe positionnée au regard de la surface, mais sans contact direct avec le métal. Dans ce cas, l'anode ne se consomme pas et n'a pas besoin d'être remplacée.
Dans l'industrie automobile, on protège le fer en créant une réaction chimique avec celui-ci. Le produit, imperméable, protégera le métal : c'est la parkérisation.
Le chromage de l'acier a été complètement abandonné. En effet, le chrome en lui-même ne se corrodait pas, donc protégeait la pièce (protection anodique), mais la moindre rayure était catastrophique car la pièce jouait alors le rôle d'anode sacrificielle pour le chrome et se corrodait très rapidement.

## Contrôle de la corrosion
Dans l’industrie pétrolière par exemple, les contrôles corrosion sont de l’ordre dimensionnel (mesure des pertes d’épaisseur, des déformations, etc.), électrocinétique, galvanique ou encore biophysicochimique. Sur les installations de surface accessibles par l’extérieur, ces contrôles (CND) sont manuels, statiques, ponctuels ou encore cartographiques voire continus (monitoring). Pour les installations souterraines et sous-marines inaccessibles, on utilise des systèmes automatisés dynamiques (robots mobiles) comme les racleurs instrumentés (intelligent pigs) pour l’inspection des pipelines ou encore des sondes de diagraphies (wireline tools) pour les forages profonds. Les résolutions et couvertures d’auscultation de ces outils extrêmement sophistiqués sont très variables et doivent impérativement s’adapter au problème posé et à l’environnement hostile de ces milieux (hautes pressions et températures).

## Relargage de polluants à partir des produits anti-corrosion
Les contenus de « fiches de sécurité » montrent que nombre de produits et peintures « anticorrosion » récents utilisés sur les coques de navires, les infrastructures (immergées ou non) de plate-forme de forage ou d'éoliennes en mer, etc., contiennent des dodécylphénols (et/ou des p-tert-butylphénols, des octylphénols (OP), des nonylphénols et/ou leurs isomères et beaucoup d'autres composés organiques (dont le xylol et ses isomères, de l'éthylbenzène, de la méthylisobutylcétone, des triméthylbenzènes, de l'éthyltoluène, du propylbenzène, de l'acétate de butyle, du 3-éthoxypropionate d'éthyle, du 1-méthoxy-2-propanol ou ses acétates, de l'alcool benzylique) qui ont été utilisés comme solvants, comme agents de contrôle de la viscosité ou comme catalyseur de durcissement (ex. : 2,4,6-tris(diméthylaminométhyl)phénol).
Les agents de durcissement des oligomères époxyde qui forment les résines époxydes sont principalement des diamines, des polyamines, des poly(aminoamides) et des dérivés d'imidazole. Les diamines les plus utilisées pour le durcissement de ces résines sont : m-xylylènediamine, isophorondiamine, 1,5-diamino-2-méthylpentane, 1,2-diaminocyclohexane et triéthylènetétramine. En général, dans les résines polyuréthane (RPU), aucun alcool ni composé phénolique n'est utilisé car ils peuvent inhiber la polymérisation du produit.
En 2013, de premières valeurs standard de qualité environnementale pour le milieu aquatique sont disponibles pour le 4-nonylphénol (4-NP) : 0,33 µg/l PNEC et pour le nonylphénol (NP) : 0,3 µg/l NQE).
En 2017, les nonylphénols et les nonylphénoléthoxylates ont été ajoutés à la liste des composés préoccupants pour l'environnement de l'ECHA et à celle de l'OSPAR. Leurs applications sont déjà restreintes en Europe dans le cas des produits qui auront des contacts directs avec les consommateurs (emballages alimentaires, textiles).
En 1981 on sait déjà que les alkylphenols quand ils sont bioaccumulés dans la chaine alimentaire présentent une toxicité aigüe ou chronique pour la faune aquatique,.
En 2009, David et al. examinent la présence de nonyl et d'octylphénols dans le milieu marin. Les concentrations de 4-NP en Allemagne sont faibles (taux compris entre 0,8 à 33 ng/l selon Heemken et al., 2001 ; de 6 à 33 ng/l selon Bester et al. en 2001 ; 0,09 à 1,4 ng/l selon Xie et al. en 2006 mais les estuaires en contiennent beaucoup plus (ceux du Rhin et de l'Escaut (Pays-Bas) se situaient vers 2005 dans une plage allant de 31 à 934 ng/l).